# Eocronartiaceae
Eocronartiaceae es una familia de hongos en el orden Platygloeales. La familia contiene cinco géneros.

## Géneros
- Eocronartium
- Herpobasidium
- Jola
- Platycarpa
- Ptechetelium